# دولجک‌خان محمدآباد
دولجک‌خان محمدآباد ، روستایی از توابع بخش طارم سفلی شهرستان قزوین در استان قزوین ایران است.

## جمعیت
این روستا در دهستان خندان قرار دارد و براساس سرشماری مرکز آمار ایران در سال ۱۳۸۵، جمعیت آن ۱۱۶ نفر (۴۰خانوار) بوده است، که به تدریج و با گسترش جمعیت روستا به۳۸۰ تن با ۱۲۵ خانوار رسیده است.